# Фетишизъм към крака
Фетишизмът към крака представлява сексуален интерес към крака. Това е една от най-разпространените парафилии и най-широко наблюдавания фетишизъм към непряко свързани със секса части на тялото.
За фетишиста пряк сексуален интерес представляват формата на краката и пръстите, размерът, наличието на чорапогащници, обувки (високи токчета, сандали) или липса на такива, гривни и пръстени по краката, наличие на маникюр, нетипични неща като естествения аромат на краката, и други.
Много известни личности открито заявяват фетишизмът си към крака. Сред тях се отличават: Фьодор Достоевски, Франсис Скот Фицджералд, Елвис Пресли, Куентин Тарантино, Бритни Спиърс, Анди Уорхол, Джак Блек, Мерилин Менсън, Фарел Уилямс, Енрике Иглесиас, Лудакрис и други.

## История
Данни за фетишизъм към крака съществуват още от древността. Като най-често посочван пример се явява бинтоването на женските крака в Китай, което започва от 10-и век и приключва в началото на 20-и. Фройд определя тази практика като вид фетишизъм към крака. Първите писмени сведения за фетишизъм към крака са дело на Бертолд Регенсбургски и датират от 1220 г. Някои учени се опитват да свържат разпространението на фетишизма към крака с периоди на епидемии от болести, предавани по полов път, макар често такива периоди съвпадат с периоди на относителна женска еманципация.

## Причини
Фетишизмът на крака обикновено се проявява в ранна възраст. Както при много други форми на сексуален фетишизъм, все още няма консенсус относно точните причини за фетишизма. Трудовете по темата са много, но заключенията им като цяло се считат за силно спекулативни.
Фетишизмът на крака е възможно да се причинява от факта, че краката и гениталиите заемат съседни области в постцентралния гирус, което може да доведе до определено кръстосване на невралните връзки между двете. Неврологът Вилейанур Рамачандран описва случаи на хора с ампутирани крака, които докладват оргазми в несъществуващите си крайници.

## В еротиката и порнографията
Фетишизмът към крака има широко присъствие в каталога на производителите на еротични и порнографски материали, насочени предимно към хетеросексуални и хомосексуални мъже. В БДСМ една от практиките е култ към краката на доминиращия човек от доминирания.